# راسيل بنجامين هاريسون
راسيل بنجامين هاريسون (بالإنجليزية: Russell Benjamin Harrison)‏ هو محامي وسياسي أمريكي، ولد في 12 أغسطس 1854، وتوفي في 13 ديسمبر 1936. حزبياً، نشط في الحزب الجمهوري. وقد انتخب عضو مجلس ولاية إنديانا وانتخب عضو مجلس نواب إنديانا.